# Billaea sjostedti
Billaea sjostedti är en tvåvingeart som beskrevs av Speiser 1910. Billaea sjostedti ingår i släktet Billaea och familjen parasitflugor. Inga underarter finns listade i Catalogue of Life.